# Opus Discovery

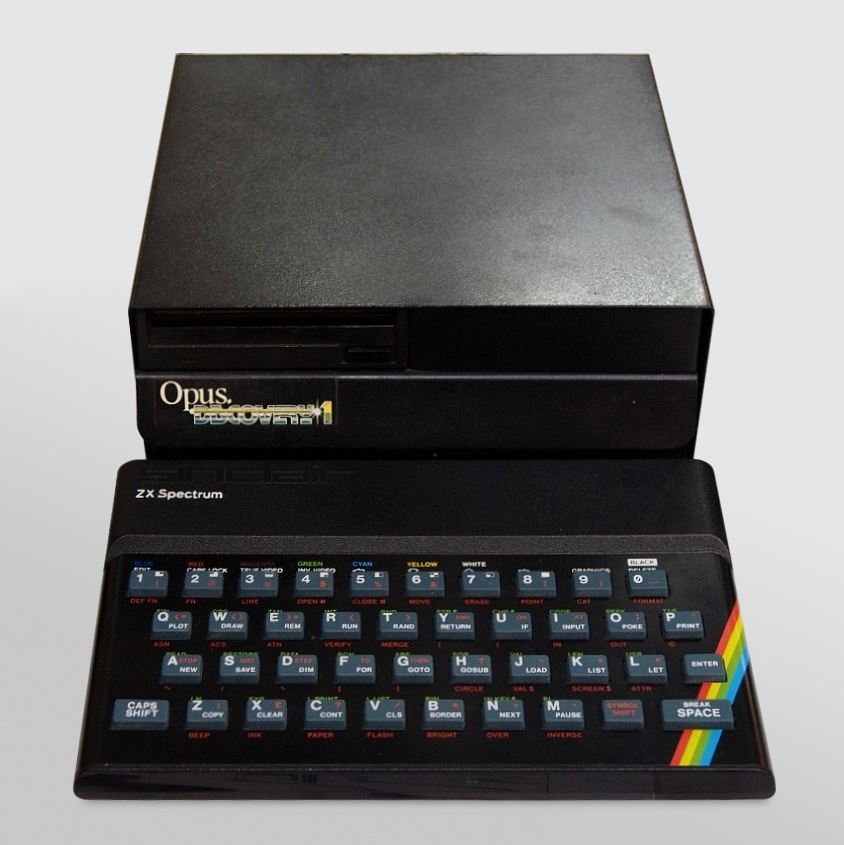
Opus Discovery, подключенный к ZX Spectrum 48K

Opus Discovery — периферийное устройство для домашнего компьютера ZX Spectrum — контроллер дисковода и дисковод гибких дисков на 3,5 дюйма, разработанное компанией Opus Supplies Ltd и выпущенное на рынок в 1985 году по цене в 199,95 фунтов. В 1986 году цена была снижена до 99,95 фунтов.
Полное название устройства — Opus Discovery 1. В правой части корпуса оставалось место под ещё один дисковод, и предполагалось, что будет выпущен «Discovery 2» с двумя дисководами по цене в 329,95 фунтов и дополнительный дисковод «Discovery Plus» по цене 139.95 фунтов, но они так и не появились. Тем не менее, существовала возможность подключить второй дисковод от стороннего производителя, поскольку интерфейсы были стандартными.
Система представляет собой блок, подключаемый к системному разъёму компьютера. Блок содержит:
- трёхдюймовый дисковод; объём дискеты 250 КБ, после форматирования доступно 180 КБ; контроллер дисковода выполнен на основе микросхемы WDC1772
- параллельный интерфейс Centronics для подключения принтера
- интерфейс для подключения джойстика, совместимый с Kempston Joystick, позволяет использовать Atari-совместимые джойстики с разъёмом DE-9
- композитный видеовыход (только монохромное изображение)
- сквозной системный разъём для подключения других периферийных устройств

Корпус Discovery после подключения к Spectrum 48К закрывает все разъёмы компьютера на задней стенке, включая разъём питания, поэтому Discovery обеспечивает питанием как себя, так и Spectrum.
Набор команд, управляющих дисководом и другими устройствами Opus Discovery, довольно точно повторяет команды для Interface 1. Таким образом была сохранена совместимость и пользователям не пришлось переучиваться. Сохранена та же система «каналов» и «потоков». При этом канал m, отвечавший за Microdrive теперь отвечает за диск, каналы t (text) и b (binary) теперь соответствуют параллельному порту принтера.
По сравнению с ZX Microdrive, Opus Discovery быстрее находит файл, но медленнее читает/пишет, из-за меньшей скорости передачи данных. Основным преимуществом Discovery была более высокая надёжность и широкий выбор дискет от разных производителей.